# بولشه‌زینگره‌یوو
بولشه‌زینگره‌یوو (انگلیسی: Bolshezingereyevo) یک شهرک در شهرستان یرمکیفسکی استان باشقیرستان کشور روسیه است.